# Han Zhangdi
Han Zhangdi, född 56, död 88 e.Kr, var en kinesisk monark. Han var kejsare av Handynastin 75 - 88 e.Kr.